# Manhattanhenge

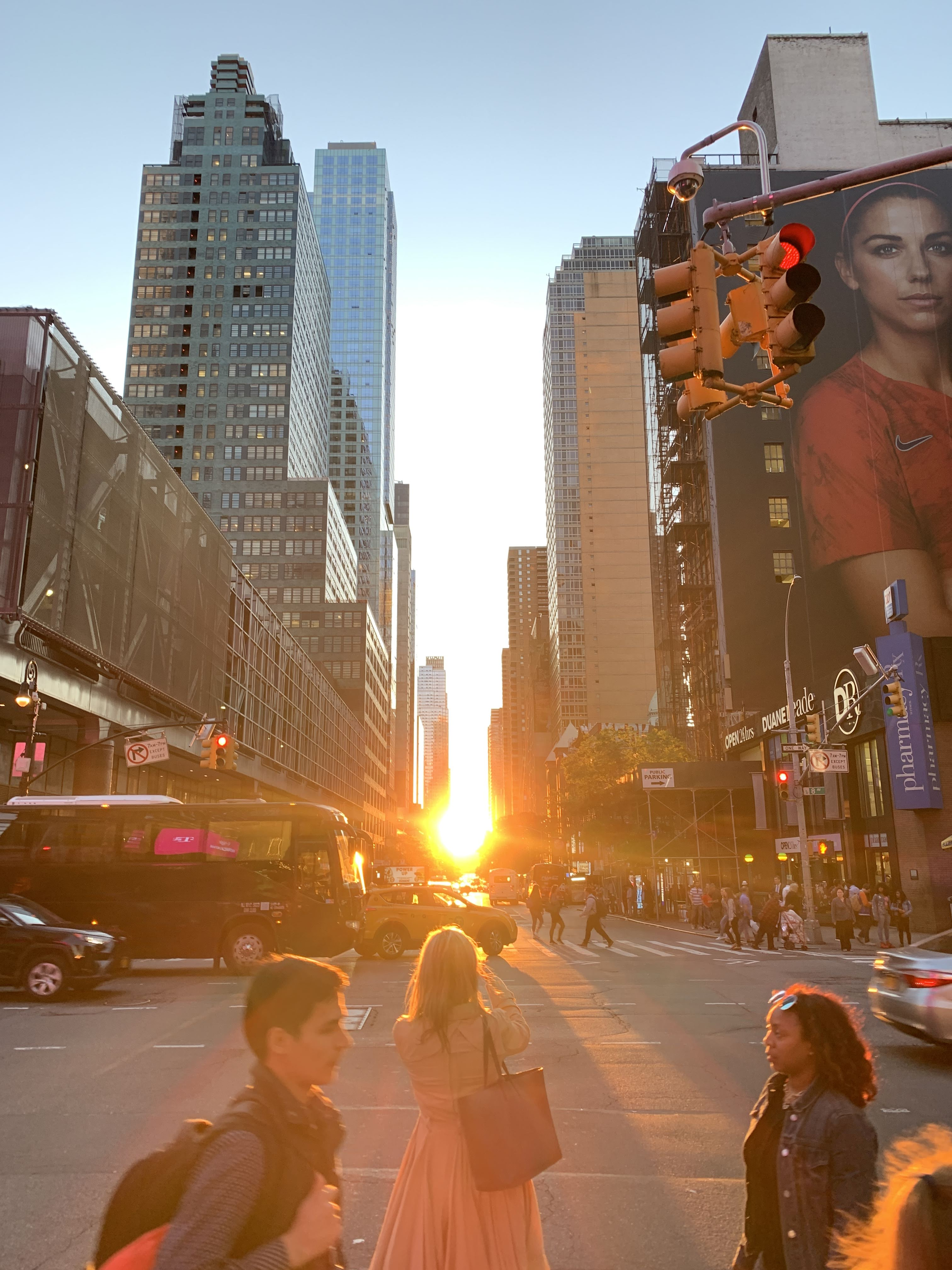
Il disco solare mentre cala al centro delle strade di Manhattan.

Il Manhattanhenge, noto anche come solstizio di Manhattan, è un fenomeno in cui il tramonto del Sole si allinea perfettamente con le strade che attraversano il distretto di Manhattan, New York, in direzione est-ovest.  Ciò avviene due volte all'anno, a pari distanza temporale dal solstizio d'estate: la prima si colloca temporalmente vicina al 28 maggio, mentre la seconda avviene in genere verso il 12 luglio.

## Spiegazione e dettagli
Il termine fu coniato da Neil deGrasse Tyson, astrofisico presso l'American Museum of Natural History e nativo newyorkese. Si tratta di un riferimento a Stonehenge, tempio druidico del Wiltshire (Inghilterra) dove, durante il solstizio d'estate, il disco solare si allinea con la «pietra del tallone», posta ad accesso del sito.
In base a quanto stabilito dal Commissioners' Plan of 1811, il reticolo urbano della maggior parte di Manhattan è ruotato di 29° in senso orario rispetto alla reale direzione est-ovest. Quindi, quando l'azimut del tramonto è di 299° (cioè, 29° a nord del vero ovest), il Sole si dispone perfettamente in linea con la griglia delle strade.
Le date precise in cui si verifica il Manhattanhenge dipendono da quella del solstizio d'estate, che varia di anno in anno ma rimane vicina al 21 giugno.
Le date in cui è invece l'alba ad allinearsi con le strade del reticolo urbano di Manhattan sono a pari distanza temporale dal solstizio d'inverno, e corrispondono approssimativamente al 5 dicembre e all'8 gennaio.

## Date
| \| Data \| Ora \| Tipologia \| \| -------------- \| ------ \| ---------- \| \| 31 maggio 2011 \| 20:17 \| Sole pieno \| \| 12 luglio 2011 \| 20:25 \| Sole pieno \| \| 13 luglio 2011 \| 20:25 \| Mezzo Sole \| \| 29 maggio 2012 \| 20:17 \| Mezzo Sole \| \| 30 maggio 2012 \| 20:16 \| Sole pieno \| \| 11 luglio 2012 \| 20:24 \| Sole pieno \| \| 12 luglio 2012 \| 20:25 \| Mezzo Sole \| \| 22 maggio 2013 \| 20:16 \| Mezzo Sole \| \| 29 marzo 2013 \| 20:15 \| Sole pieno \| \| 12 luglio 2013 \| 20:23 \| Sole pieno \| \| 13 luglio 2013 \| 20:24 \| Mezzo Sole \| \| 29 maggio 2014 \| 20:16 \| Mezzo Sole \| \| 30 maggio 2014 \| 20:120 \| Sole pieno \| \| 11 luglio 2014 \| 20:24 \| Sole pieno \| \| 12 luglio 2014 \| 20:25 \| Mezzo Sole \| \| 29 maggio 2015 \| 20:12 \| Mezzo Sole \| \| 30 maggio 2015 \| 20:12 \| Sole pieno \| \| 12 luglio 2015 \| 20:20 \| Sole pieno \| \| 13 luglio 2015 \| 20:21 \| Mezzo Sole \| |        |            |
| Data | Ora    | Tipologia  |
| 31 maggio 2011 | 20:17  | Sole pieno |
| 12 luglio 2011 | 20:25  | Sole pieno |
| 13 luglio 2011 | 20:25  | Mezzo Sole |
| 29 maggio 2012 | 20:17  | Mezzo Sole |
| 30 maggio 2012 | 20:16  | Sole pieno |
| 11 luglio 2012 | 20:24  | Sole pieno |
| 12 luglio 2012 | 20:25  | Mezzo Sole |
| 22 maggio 2013 | 20:16  | Mezzo Sole |
| 29 marzo 2013 | 20:15  | Sole pieno |
| 12 luglio 2013 | 20:23  | Sole pieno |
| 13 luglio 2013 | 20:24  | Mezzo Sole |
| 29 maggio 2014 | 20:16  | Mezzo Sole |
| 30 maggio 2014 | 20:120 | Sole pieno |
| 11 luglio 2014 | 20:24  | Sole pieno |
| 12 luglio 2014 | 20:25  | Mezzo Sole |
| 29 maggio 2015 | 20:12  | Mezzo Sole |
| 30 maggio 2015 | 20:12  | Sole pieno |
| 12 luglio 2015 | 20:20  | Sole pieno |
| 13 luglio 2015 | 20:21  | Mezzo Sole |

## L'hengein altre città
Lo stesso fenomeno si verifica in tutte le altre città con una griglia urbana ben definita e con una vista chiara dell'orizzonte: la datazione precisa varia in base alla struttura del reticolo di strade, alla topografia circostante e alla flora (infatti, un centro urbano cinto da montagne e colline non potrebbe mai contemplare l'evento).
La datazione dell'henge dipende, naturalmente, dall'angolazione delle strade. Una delle città dove si manifesta un fenomeno che ricorda molto da vicino quello newyorkese è Baltimora, dove questo si verifica nelle albe del 25 marzo e del 18 settembre e nei tramonti del 12 marzo e del 29 settembre. Inoltre, il 25 settembre ed il 20 marzo a Chicago, il 25 ottobre e il 26 febbraio a Toronto ed il 12 luglio a Montréal è osservabile ogni anno qualcosa di analogo al Manhattanhenge, chiamato quindi rispettivamente Chicagohenge, Torontohenge e Montrealhenge.
Più curiosa è la genesi del MIThenge, ovvero un fenomeno che si verifica due volte l'anno e che vede l'astro illuminare con i suoi raggi l'intero Infinite Corridor del Massachusetts Institute of Technology.